# Liste der Biografien/Chal
Liste der Biografien |
Portal Biografien |
Personensuche
# |
A |
B |
C |
D |
E |
F |
G |
H |
I |
J |
K |
L |
M |
N |
O |
P |
Q |
R |
S |
T |
U |
V |
W |
X |
Y |
Z |
?
 
Ca |
Cb |
Cc |
Ce |
Ch |
Ci |
Cj |
Ck |
Cl |
Cm |
Cn |
Co |
Cr |
Cs |
Ct |
Cu |
Cv |
Cw |
Cy |
Cz
 
Cha |
Chb |
Che |
Chh |
Chi |
Chk |
Chl |
Chm |
Chn |
Cho |
Chr |
Cht |
Chu |
Chv |
Chw |
Chy
 
Chaa |
Chab |
Chac |
Chad |
Chae |
Chaf |
Chag |
Chah |
Chai |
Chaj |
Chak |
Chal |
Cham |
Chan |
Chao |
Chap |
Chaq |
Char |
Chas |
Chat |
Chau |
Chav |
Chaw |
Chay |
Chaz
Die Liste der Biografien führt alle Personen auf, die in der deutschsprachigen Wikipedia einen Artikel haben. Dieses ist eine Teilliste mit 258 Einträgen von Personen, deren Namen mit den Buchstaben „Chal“ beginnt.

## Chal

### Chala
- Chala, Ebba Tulu (* 1996), schwedischer Langstreckenläufer äthiopischer Herkunft
- Chalá, Emerson (* 1991), ecuadorianischer Hürdenläufer
- Chalá, Nicole (* 2002), ecuadorianische Sprinterin
- Chalabala, Zdeněk (1899–1962), tschechischer Dirigent
- Chaladowitsch, Tazzjana (* 1991), belarussische Speerwerferin
- Chaladyniak, Christine (* 1968), deutsche Fußballspielerin
- Chalaf ibn Mulaib († 1106), Statthalter der Fatimiden in Syrien
- Chalali, Mohamed (* 1989), algerischer Fußballspieler
- Chalamala, Schweizer spätmittelalterlicher Mime (Region Fribourg)
- Chalamel, Paul (1885–1950), französischer Autorennfahrer
- Chalamet, Pauline (* 1992), US-amerikanisch-französische Schauspielerin und Produzentin
- Chalamet, Timothée (* 1995), US-amerikanisch-französischer SchauspielerTimothée Chalamet (* 1995)

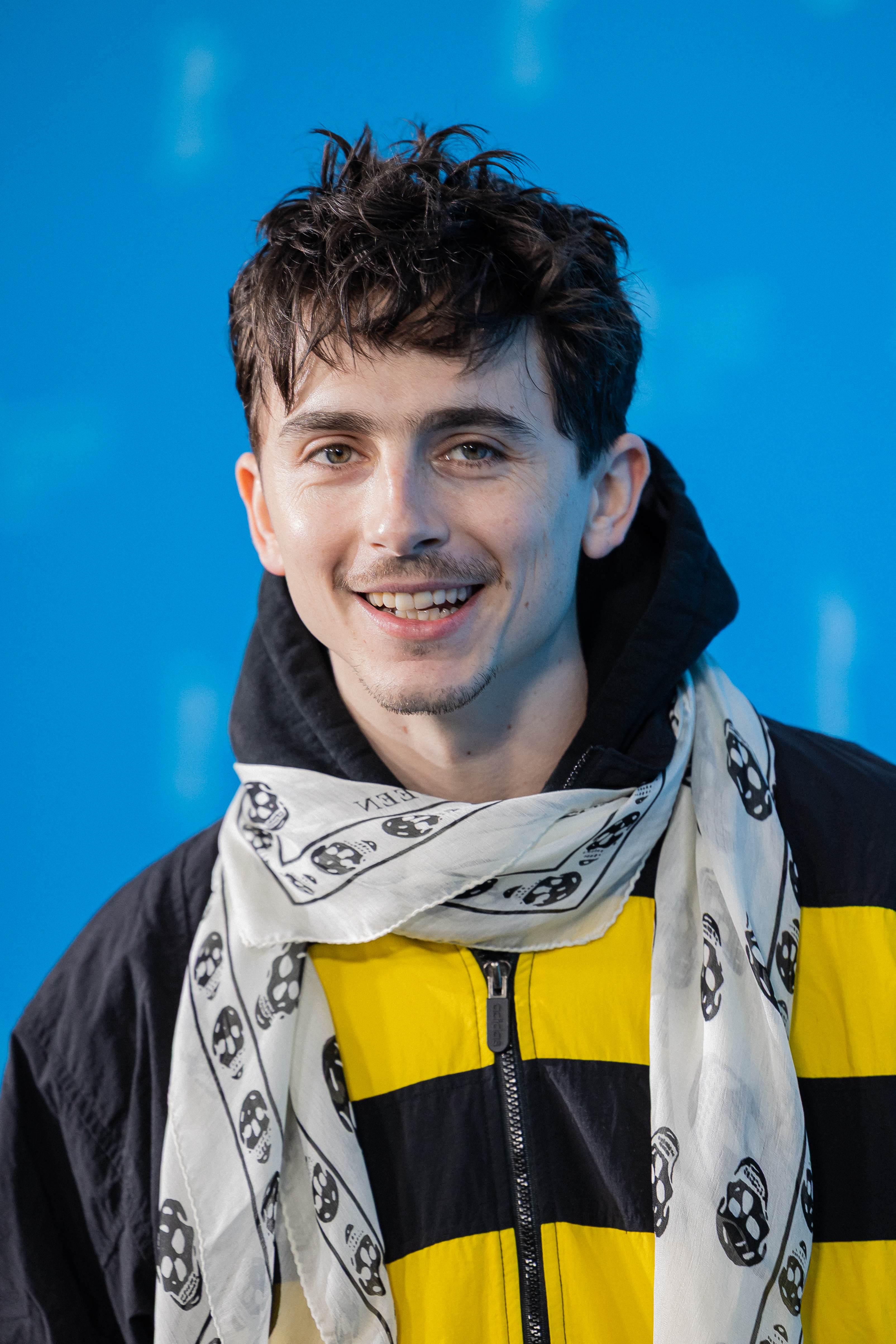
Timothée Chalamet (* 1995)

- Chalamon, Jean (* 1935), französischer Kampfkunstmeister
- Chalana, Fernando (1959–2022), portugiesischer Fußballspieler und -trainer
- Chaland, Jean (1881–1973), französischer Eishockeyspieler
- Chaland, Yves (1957–1990), französischer Zeichner und Comicbuchautor
- Chalandon, Albin (1920–2020), französischer Politiker
- Chalandon, Ferdinand (1875–1921), französischer Schriftsteller, Historiker und Byzantinist
- Chalandon, Georges (1804–1873), französischer römisch-katholischer Geistlicher und Erzbischof
- Chalandon, Sorj (* 1952), französischer Schriftsteller und Journalist
- Chalapud, Robinson (* 1984), kolumbianischer Straßenradrennfahrer
- Chalardchaleam, Patipat (* 1987), thailändischer Badmintonspieler
- Chalas, Jaroslav (* 1992), slowakischer Cyclocross- und Straßenradrennfahrer
- Chałaśkiewicz, Sławomir (* 1963), polnischer Fußballspieler
- Chalatbari, Abbas-Ali (1912–1979), iranischer Diplomat
- Chalatbarie, Farideh (* 1948), iranische Verlegerin und Autorin von Kinderbüchern
- Chalatjan, Aida (* 1971), armenische Tennisspielerin
- Chalatjan, Watschagan (1932–2004), armenischer Gehörlosenpädagoge und Begründer des Armenian manual alphabet
- Chalatnikow, Isaak Markowitsch (1919–2021), sowjetischer bzw. russischer theoretischer Physiker
- Chalatow, Artemi Bagratowitsch (1894–1938), sowjetischer Funktionär und Verleger
- Chalatschew, Chariton (1835–1876), bulgarischer Revolutionär und Freiheitskämpfer
- Chalaupka, Franz (1856–1921), österreichischer Maler
- Chalaux i de Subirà, Agustí (1911–2006), katalanischer Publizist
- Chalaya, Victoria (* 1982), russisch-amerikanische Schauspielerin und ein Model
- Chalayan, Hussein (* 1970), türkisch-zyprischer Modeschöpfer

### Chalb
- Chałbiński, Michał (* 1976), polnischer Fußballspieler

### Chalc
- Chalchali, Sadegh (1926–2003), iranischer Ajatollah und Richter
- Chalcuchímac, Inka-General

### Chald
- Chaldei, Jewgeni Ananjewitsch (1917–1997), sowjetischer Fotograf
- Chaldú, Mario (1942–2020), argentinischer Fußballspieler

### Chale
- Chaled, Leila (* 1944), palästinensische Terroristin, Politikerin und PFLP AktivistinLeila Chaled (* 1944)

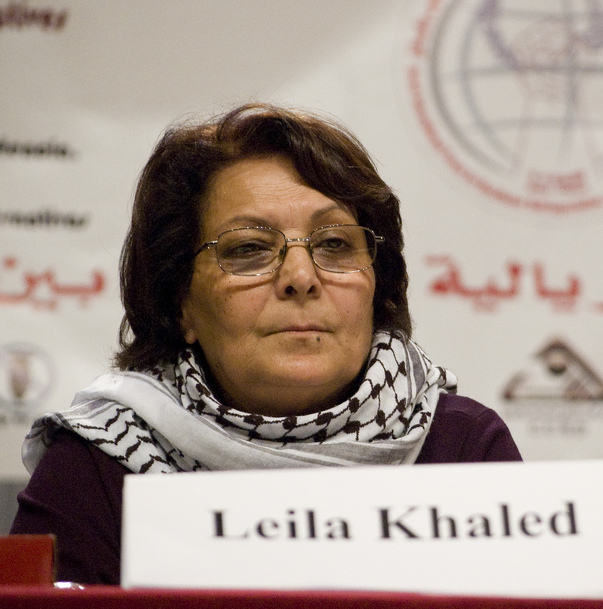
Leila Chaled (* 1944)

- Chalel, Yacine (* 1995), französisch-algerischer Radsportler
- Chalençon, Anthony (* 1990), französischer Parasportler
- Chalendar, Pierre-André de (* 1958), französischer Manager
- Chaleo Yoovidhya (1923–2012), thailändischer Geschäftsmann und Milliardär
- Chalepas, Giannoulis (1851–1938), griechischer Bildhauer
- Chalepo, Gennadij (* 1969), deutscher Handballtrainer
- Chalerm Yubamrung (* 1947), thailändischer Politiker der Pheu-Thai-Partei
- Chalermkiat Sombutpan (* 1985), thailändischer Fußballspieler
- Chalermpong Kerdkaew (* 1986), thailändischer Fußballspieler
- Chalermsak Aukkee (* 1994), thailändischer Fußballspieler
- Chalermsak Kaewsooktae (* 1989), thailändischer Fußballspieler
- Chalermwoot Sa-ngapol (* 1958), thailändischer Fußballspieler
- Chales de Beaulieu, Gertraut (1846–1902), deutsche Schriftstellerin
- Chales de Beaulieu, Martin (1857–1945), preußischer General der Infanterie
- Chales de Beaulieu, Walter (1898–1974), deutscher Generalleutnant im Zweiten Weltkrieg, Autor
- Chaley, Joseph (1795–1861), französischer Bau-Ingenieur und Hängebrücken-Pionier

### Chalf
- Chalfant, Kathleen (* 1945), US-amerikanische Theater- und FilmschauspielerinKathleen Chalfant (* 1945)

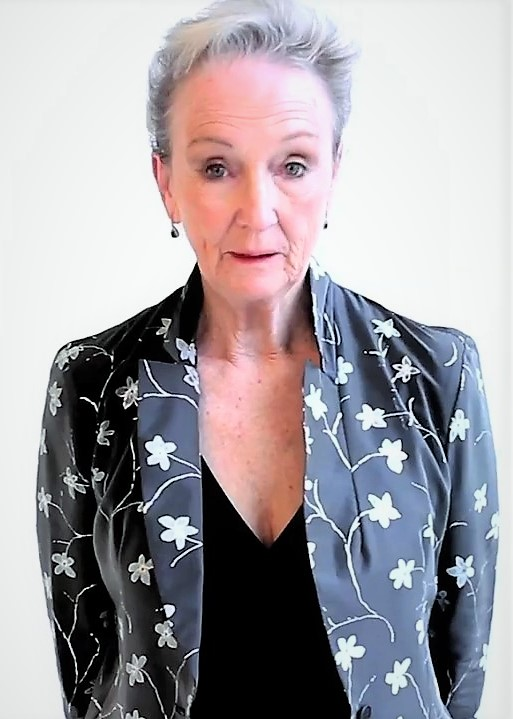
Kathleen Chalfant (* 1945)

- Chalfant, William (1854–1930), US-amerikanischer Roquespieler
- Chalfie, Martin (* 1947), US-amerikanischer Biologe und Nobelpreisträger
- Chalfin, Ibrahim (1778–1829), tatarisch-russischer Tatarischphilologe und Hochschullehrer
- Chalfin, Leonti Leontjewitsch (1902–1977), sowjetischer Geologe und Hochschullehrer
- Chalfin, Paul (1874–1959), amerikanischer Innenarchitekt
- Chalfon, Ben-Zion (1930–1977), israelischer Politiker

### Chalg
- Chalghoumi, Hassen (* 1972), französischer Imam
- Chalgrin, Jean-François (1739–1811), französischer Architekt

### Chalh
- Chalhoub, Claude (* 1974), libanesischer Musiker
- Chalhoub, Sidney (* 1957), brasilianischer Historiker

### Chali
- Chalia, Rosalia (1864–1948), kubanische Opernsängerin (Mezzosopran/Sopran)
- Chalid al-Falih (* 1960), saudi-arabischer Manager
- Chālid al-Qasrī, Statthalter von Mekka
- Chalid bin Hamad Al Chalifa (* 1989), bahrainischer Militäroffizier
- Chālid ibn al-Walīd († 642), arabischer Feldherr
- Chalid ibn Barghasch (1874–1927), Sultan von SansibarChalid ibn Barghasch (1874–1927)

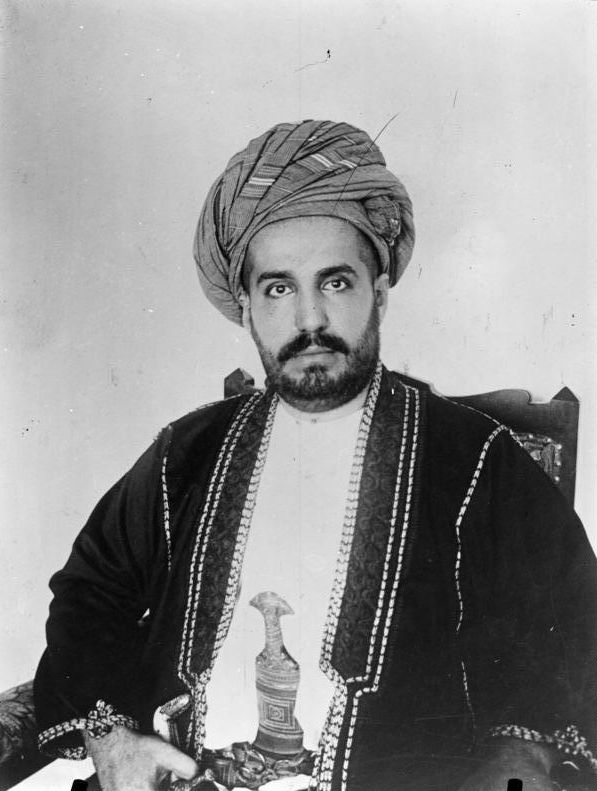
Chalid ibn Barghasch (1874–1927)

- Chālid ibn Saʿīd († 635), Anhänger des Propheten Mohammed
- Chalid ibn Saud († 1861), Imam der Wahhabiten (1837–1841)
- Chalid ibn Yazid († 704), Sohn von Yazid I., des Kalifen von Damaskus
- Chalid, Asadullah, afghanischer Politiker
- Chalid, Idham (1921–2010), indonesischer Politiker
- Chalid, Usman († 2014), pakistanischer General
- Chalida Tajaroensuk (* 1945), thailändische Menschenrechtsaktivistin
- Chalidi, Muhammad al- (* 1957), islamischer Gelehrter wahhabitischer Richtung
- Chalier, Joseph (1747–1793), französischer Jakobiner
- Chalifa al-Ghweil, libyscher Politiker
- Chalifa bin Hamad Al Thani (1932–2016), katarischer Emir
- Chalifa ibn Chayyat, arabischer Chronist
- Chalifa ibn Harub ibn Thuwaini (1879–1960), Sultan von Sansibar
- Chalifa ibn Said (1852–1890), Sultan von Sansibar
- Chalifa, Abdullah bin Raschid Al, bahrainischer Diplomat
- Chalifa, al-Chatim al- (1919–2006), sudanesischer Politiker
- Chalifa, Muhammad ibn Chalifa Al († 1869), Herrscher (Scheich) des Landes Bahrain
- Chalifman, Alexander Walerjewitsch (* 1966), russischer Schachspieler und FIDE-Schachweltmeister
- Chalikosa, Sylvia Bambala (* 1964), sambische Politikerin
- Chalil († 1293), Sultan der Mamluken
- Chalil al-Hayya (* 1960), Mitglied des Politbüros der HamasChalil al-Hayya (* 1960)

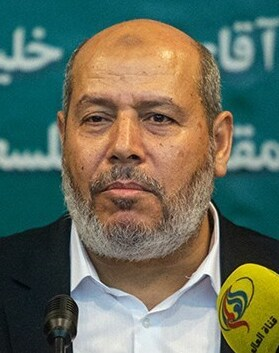
Chalil al-Hayya (* 1960)

- Chalīl ibn Ahmad, al-, Sprachwissenschaftler
- Chalil, Abdullah (1888–1970), Premierminister Sudans
- Chalil, Mustafa (1920–2008), ägyptischer Politiker
- Chalīlī, Ahmad al- (* 1942), omanischer Großmufti
- Chalili, Anastassija Alexejewna (* 1999), russische Biathletin
- Chalili, Karim (* 1950), afghanischer Vizepräsident in der Regierung von Hamid Karzai
- Chalili, Said Karimulla Said Wachidullah (* 1998), russischer Biathlet
- Chalili, Schams ad-Din Abu Abdallah al, syrischer Astronom
- Chalilow, Anar Sergejewitsch (* 1994), russischer Schauspieler und Model
- Chalilow, Magomed (* 2002), russischer E-Sportler
- Chalilow, Mychajlo (* 1975), ukrainischer Radrennfahrer
- Chalilow, Waleri Michailowitsch (1952–2016), russischer Dirigent, Komponist und Volkskünstler Russlands
- Chalimow, Danil (1978–2020), kasachischer Ringer
- Chalip, Iryna (* 1967), belarussische Journalistin
- Chalip, Jakow Nikolajewitsch (1908–1980), sowjetischer Fotograf
- Chaliqyar, Fazal Haq (1934–2004), afghanischer Politiker
- Chalis, Junis (1919–2006), afghanischer Politiker
- Chalit Pukpasuk (* 1948), thailändischer Militär, Oberbefehlshaber der thailändischen Luftwaffe
- Chalitpong Jantakul (* 1989), thailändischer Fußballspieler

### Chalk
- Chalk, Alex (* 1976), britischer Politiker
- Chalk, Chris, US-amerikanischer Schauspieler
- Chalk, Garry (* 1952), kanadischer Schauspieler mit britischen Wurzeln
- Chalke, James, britischer Schauspieler, Kampfkünstler und Soldat
- Chalke, Sarah (* 1976), kanadisch-amerikanische Schauspielerin deutscher AbstammungSarah Chalke (* 1976)

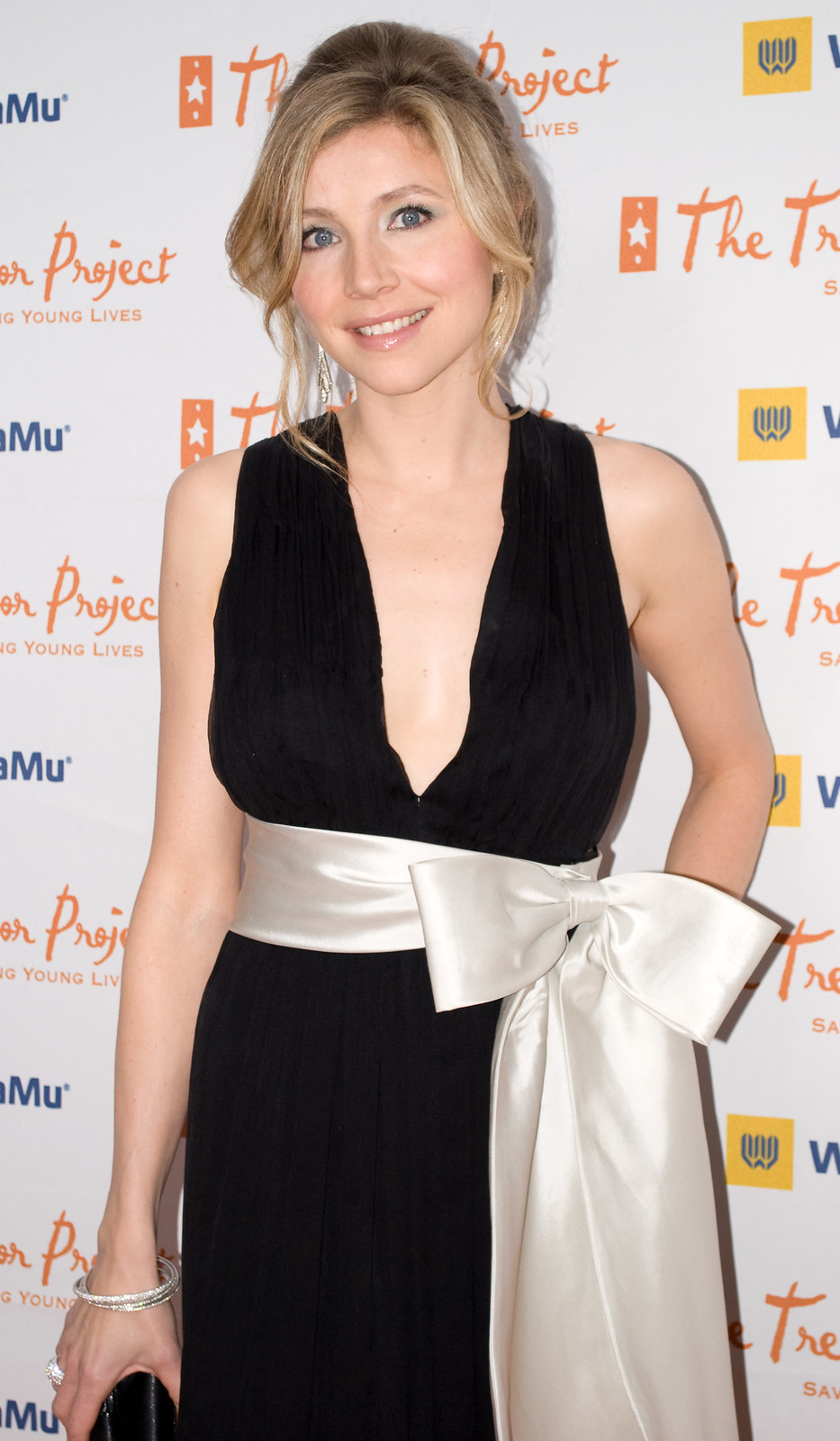
Sarah Chalke (* 1976)

- Chalkeopoulos, Athanasios († 1497), griechischer Mönch, Bischof von Gerace und Oppido
- Chalker, Jack L. (1944–2005), US-amerikanischer Science-Fiction-Autor
- Chalker, John (* 1956), britischer Physiker
- Chalker, Lynda (* 1942), britische Politikerin, Mitglied des House of Commons
- Chalkia, Fani (* 1979), griechische Hürdenläuferin und Olympiasiegerin
- Chalkias, Konstantinos (* 1974), griechischer Fußballtorwart
- Chalkideus († 412 v. Chr.), spartanischer Heerführer
- Chalkidis, Georgios (* 1977), griechischer Handballspieler und -trainer
- Chalkidou, Artemis (* 1972), deutsche Schauspielerin
- Chalkiopoulos, Pavlos (* 1978), griechischer Bahn- und Straßenradrennfahrer
- Chalkokondyles, Demetrios (1423–1511), griechischer Humanist, Gelehrter und Professor für griechische Sprache in Italien für über 40 Jahre
- Chalkokondyles, Laonikos, griechischer Geschichtsschreiber
- Chalkokondylis, Alexandros (1880–1970), griechischer Leichtathlet

### Chall
- Chall, Walter (1913–1933), deutscher Arbeiter und Opfer der NS-Diktatur
- Challah, Jasin (* 1974), deutscher Schauspieler
- Challah, Johnny (* 1979), deutscher Komiker griechischer Abstammung
- Challan, Annie (* 1940), französische Harfenistin
- Challan, Henri (1910–1977), französischer Komponist
- Challan, René (1910–1978), französischer Komponist und Dirigent
- Challandes, Anne (* 1968), Schweizer Juristin und Bäuerin
- Challandes, Bernard (* 1951), Schweizer Fußballtrainer
- Challant, Antoine de († 1418), Kardinal und Erzbischof von Tarentaise
- Challant, Boniface de († 1308), Bischof von Sitten
- Challco Tapia, Verónica (* 1987), bolivianische Politikerin, Erste Vizepräsidentin des Abgeordnetenhauses
- Challe, Maurice (1905–1979), französischer GeneralMaurice Challe (1905–1979)

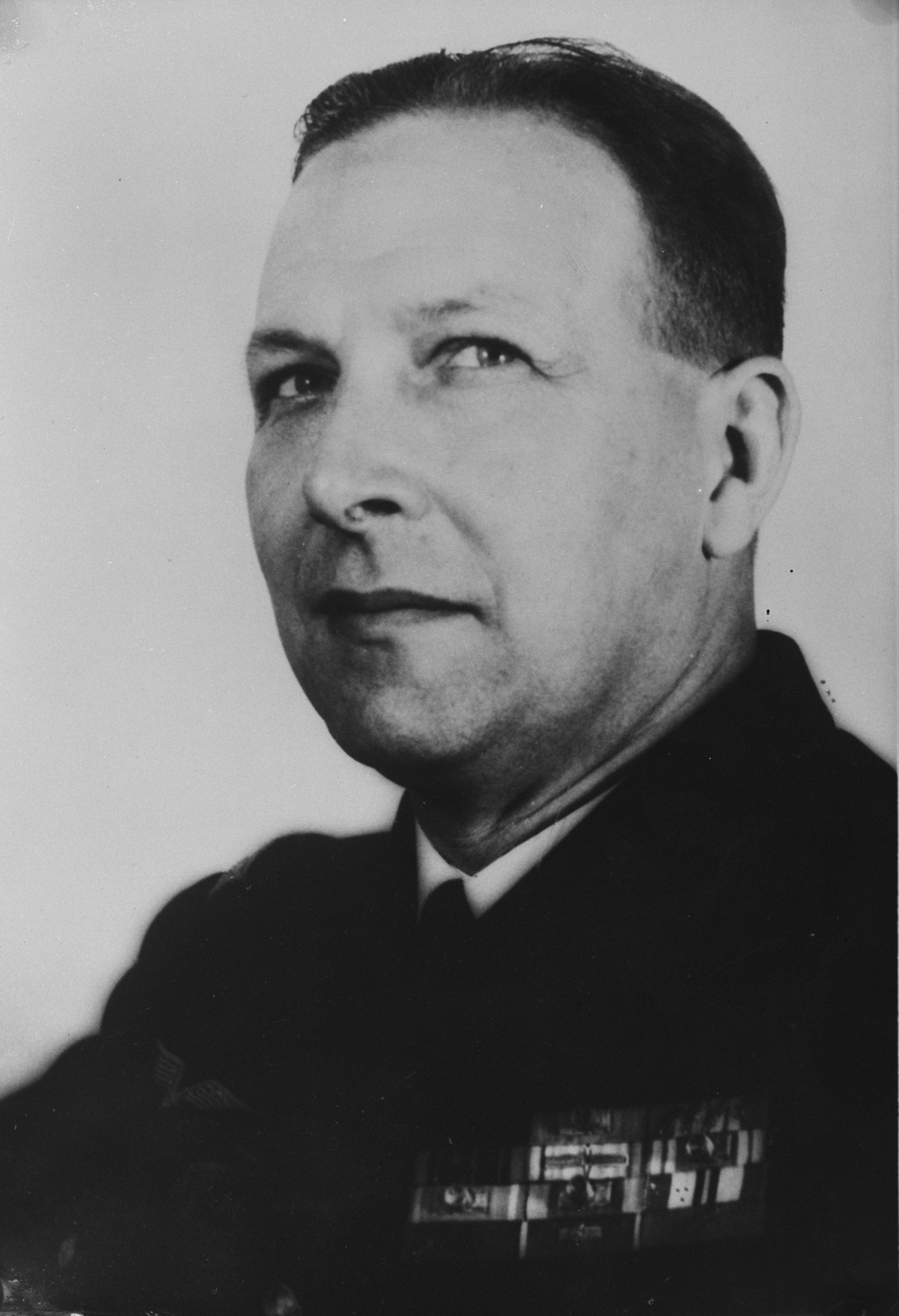
Maurice Challe (1905–1979)

- Challe, Robert (1659–1721), französischer Reisender und Schriftsteller
- Challe, Roberto (1946–2024), peruanischer Fußballspieler
- Challemel-Lacour, Paul (1827–1896), französischer Politiker und Autor
- Challenger, Frederick (1887–1983), englischer Chemiker und Biochemiker
- Challenor, Aimee (* 1998), britische Politikerin und Transgender-Aktivist
- Chäller (* 1984), Schweizer Radiomoderator, Comedian und Bauchredner
- Challet-Venel, Jean-Jacques (1811–1893), Schweizer Politiker
- Challis, Bill (1904–1994), US-amerikanischer Komponist und Arrangeur
- Challis, Christopher (1919–2012), britischer Kameramann
- Challis, James (1803–1882), englischer Astronom
- Challis, Jordan (* 1992), neuseeländischer Eishockeyspieler
- Challita, Emmanuel (* 1956), irakischer Geistlicher, chaldäisch-katholischer Bischof von Saint Peter the Apostle of San Diego

### Chalm
- Chalmé, Matthieu (* 1980), französischer Fußballspieler
- Chalmel, André (* 1949), französischer Radrennfahrer
- Chalmers Smith, Dorothea (1874–1944), schottisch-britische Ärztin und Suffragette
- Chalmers, Alan Francis (* 1939), britischer Philosoph und Hochschullehrer
- Chalmers, Alastair (* 2000), britischer Hürdenläufer
- Chalmers, Angela (* 1963), kanadische Leichtathletin
- Chalmers, Cameron (* 1997), britischer Sprinter
- Chalmers, Charlie, US-amerikanischer Musiker
- Chalmers, Dave (* 1948), englischer Snookerspieler
- Chalmers, David (* 1966), australischer PhilosophDavid Chalmers (* 1966)

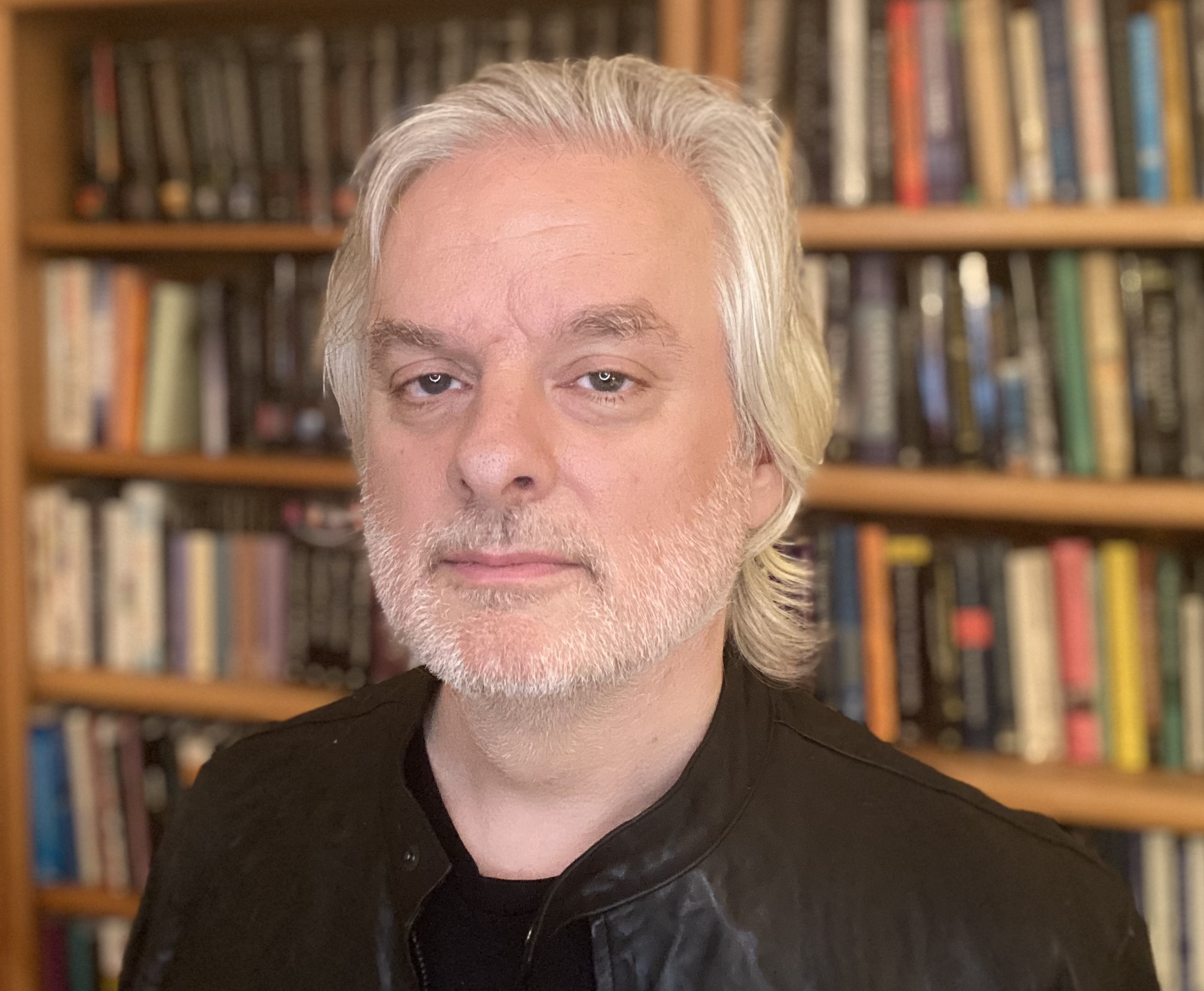
David Chalmers (* 1966)

- Chalmers, Douglas (* 1966), britischer Generalleutnant
- Chalmers, George (1742–1825), englischer politischer Schriftsteller
- Chalmers, James (1782–1853), Druckereibesitzer und Zeitungsverleger im schottischen Dundee
- Chalmers, James (1841–1901), schottischer christlicher Missionar in Rarotonga und Neuguinea
- Chalmers, James Peter (* 1976), britischer Jurist und Hochschullehrer
- Chalmers, James Ronald (1831–1898), Politiker und General der Konföderierten
- Chalmers, Joe (* 1994), schottischer Fußballspieler
- Chalmers, John (* 1927), britischer Orthopäde
- Chalmers, Joseph W. (1806–1853), US-amerikanischer Politiker und Jurist
- Chalmers, Kyle (* 1998), australischer Schwimmer
- Chalmers, Lewis (* 1986), englischer Fußballspieler
- Chalmers, Lillian (1911–1990), britische Sprinterin
- Chalmers, Logan (* 2000), schottischer Fußballspieler
- Chalmers, Mario (* 1986), US-amerikanischer BasketballspielerMario Chalmers (* 1986)

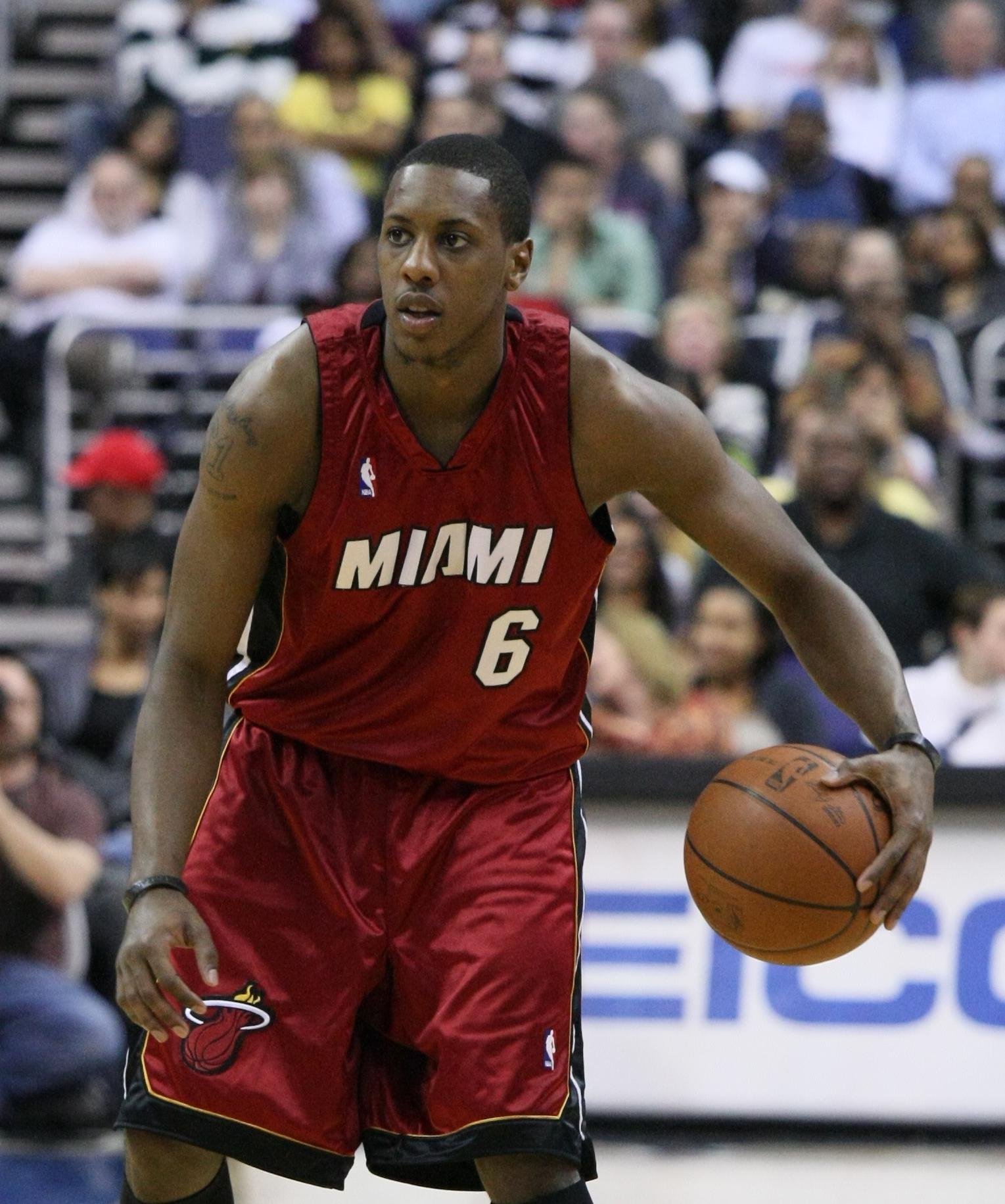
Mario Chalmers (* 1986)

- Chalmers, Martin (1948–2014), britischer Übersetzer, Herausgeber und Autor
- Chalmers, Stevie (1935–2019), schottischer Fußballspieler
- Chalmers, Thomas (1780–1847), schottischer reformierter Theologe, Schriftsteller und der Begründer der Freien Kirche Schottlands
- Chalmers, Vicki (* 1989), schottische Curlerin
- Chalmers, William (1748–1811), schwedischer Kaufmann und Direktor der schwedischen Ostindien-Kompanie
- Chalmers, William (1907–1980), schottischer Fußballspieler und -trainer
- Chalmers, William W. (1861–1944), US-amerikanischer Politiker
- Chalmers, Willie (1901–1997), schottischer Fußballspieler
- Chalmovsky, Santiago (* 1959), deutscher Wasserballspieler
- Chalmursajew, Chassan Magometowitsch (* 1993), russischer Judoka

### Chaln
- Chalnasarow, Rustam Abduraschitowitsch (* 2000), russischer Fußballspieler

### Chalo
- Chalobah, Nathaniel (* 1994), englischer Fußballspieler
- Chalobah, Trevoh (* 1999), englischer FußballspielerTrevoh Chalobah (* 1999)

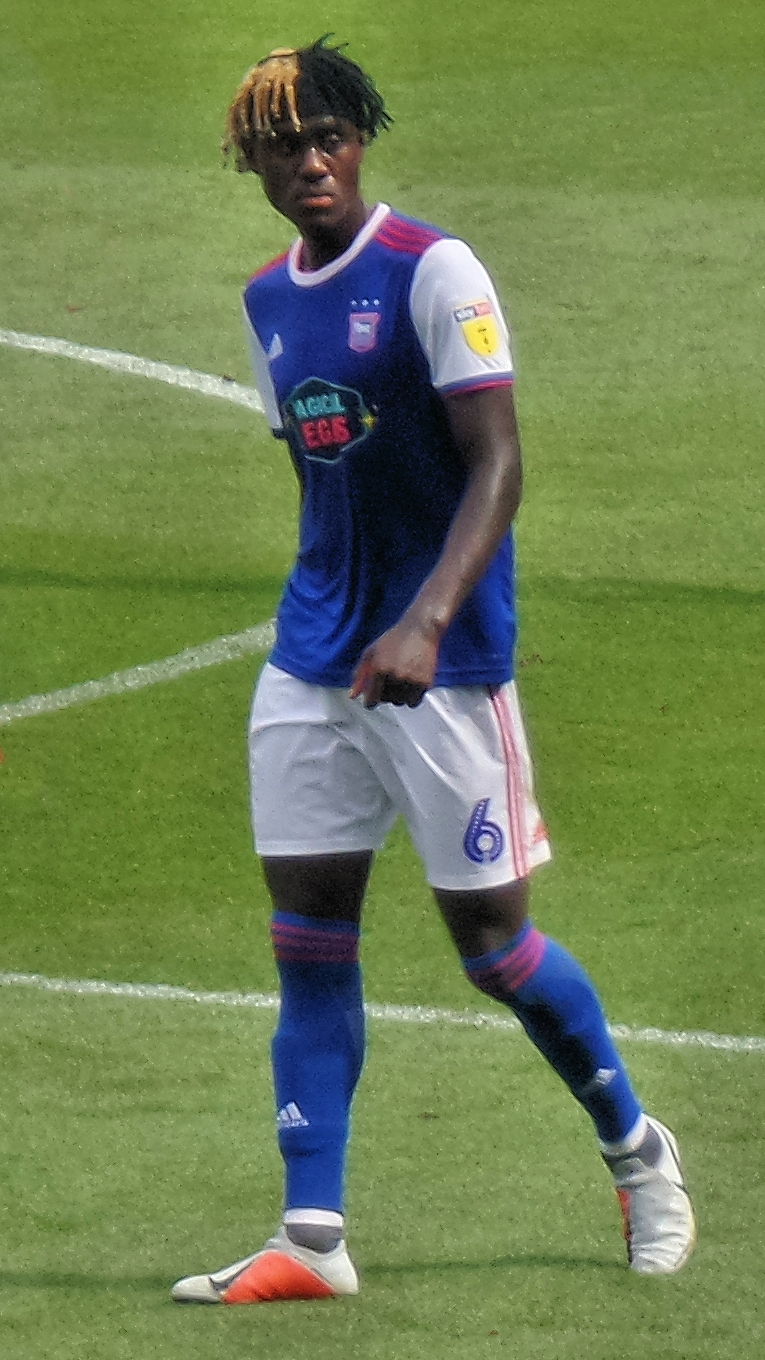
Trevoh Chalobah (* 1999)

- Chaloempat Ploywanrattana (* 1999), thailändischer Fußballspieler
- Chaloff, Serge (1923–1957), US-amerikanischer Jazzsaxophonist
- Chalon du Blé, Nicolas (1652–1730), französischer Militär und Diplomat sowie Marschall von Frankreich
- Chalon, Alfred Edward (1780–1860), britischer Maler
- Chalon, Anna (* 1989), französische Singer-Songwriterin, Gitarristin und Performerin
- Chalon, Christina († 1808), niederländische Malerin und Zeichnerin
- Chalon, John James (1778–1854), Schweizer Landschafts- und Genremaler sowie Lithograf in England
- Chalon, Louis (1866–1916), französischer Maler, Illustrator, Gold- und Silberschmied sowie Bildhauer
- Chalon, Philibert de (1502–1530), französischer Adliger, Fürst von Orange, Herzog von Gravina
- Chalon-Arlay, Jean IV. de (1443–1502), französischer Adliger, Gouverneur von Bretagne
- Chalon-Arlay, Johann von, Bischof von Basel
- Chalon-Châtel-Guyon, Louis de (1448–1476), ältester Sohn des Fürsten von Orange; Vertrauter Karls des Kühnen
- Chaloner, John Seymour (1924–2007), britischer Journalist, Verleger und Schriftsteller, als Presseoffizier verantwortlich für die Gründung der Zeitschrift Der Spiegel
- Chaloner, Judy (* 1953), neuseeländische Tennisspielerin
- Chaloner, Mark (* 1972), englischer Squashspieler
- Chaloner, Sue (1953–2024), britische Sängerin
- Chaloner, Thomas, britischer Naturforscher
- Chaloner, Thomas († 1615), britischer Hofbeamter und Chemie-Unternehmer
- Chaloner, Thomas, 2. Baron Gisborough (1889–1951), britischer Landbesitzer und Offizier
- Chaloner, William Gilbert (1928–2016), britischer Paläobotaniker
- Chalonge, Christian de (* 1937), französischer Filmregisseur und Drehbuchautor
- Chalonge, Daniel (1895–1977), französischer Astronom
- Chalopin, Jean (* 1950), französischer Drehbuchautor, Filmproduzent und Bankier
- Chalotra, Anya (* 1995), britische SchauspielerinAnya Chalotra (* 1995)

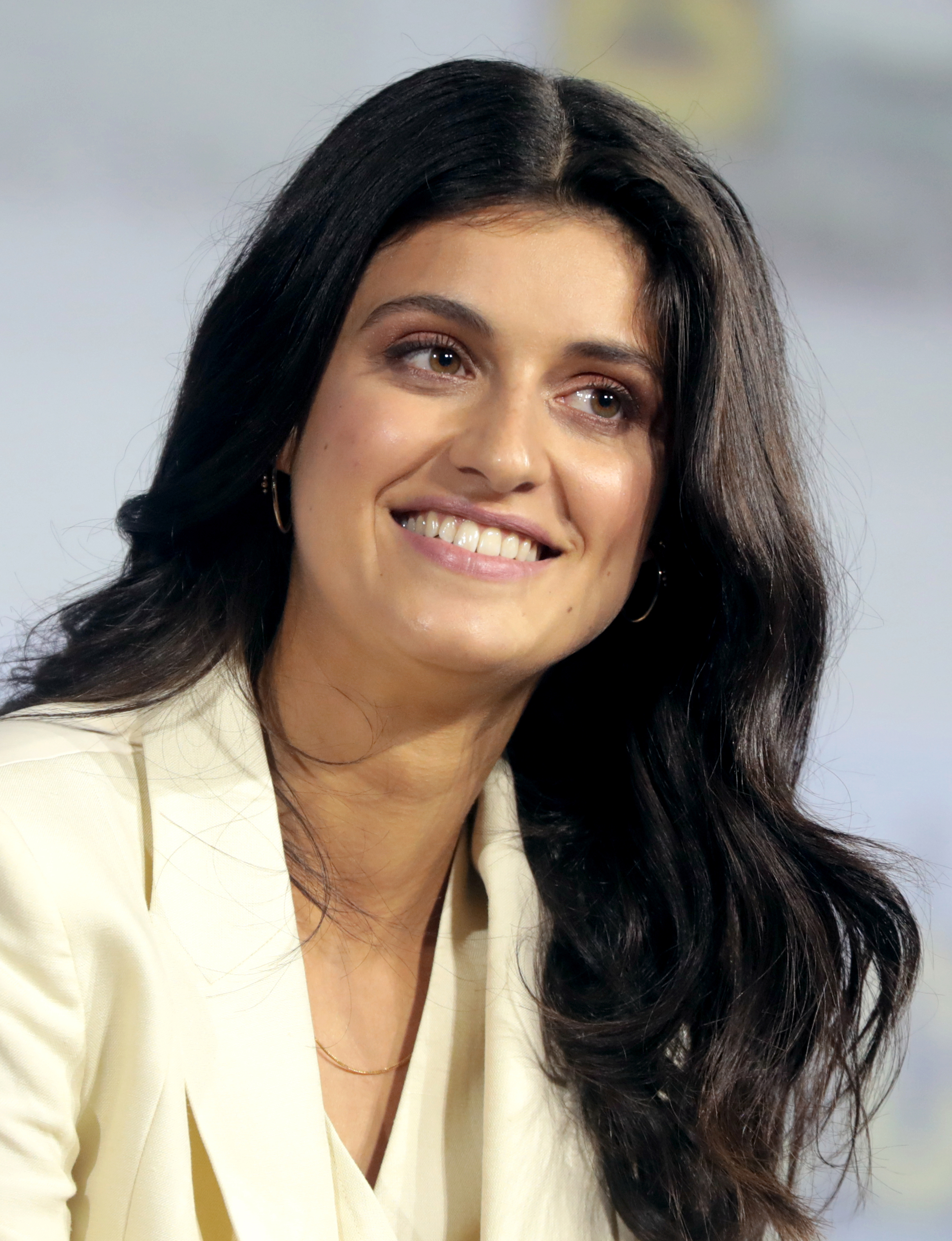
Anya Chalotra (* 1995)

- Chaloupecký, Václav (1882–1951), tschechischer Historiker und Archivar
- Chaloupek, Ferdinand (1900–1988), österreichischer Lehrer und Politiker (SPÖ), Abgeordneter zum Nationalrat
- Chaloupek, Günther (* 1947), österreichischer Ökonom
- Chaloupek, Johann (1901–1988), österreichischer Genossenschafter
- Chaloupka, Eduard (1902–1967), österreichischer Jurist und Beamter
- Chaloupka, George (1932–2011), tschechisch-australischer Erforscher der Felsmalereien der Aborigines
- Chaloupka, Heinz (1941–2014), deutscher Hochfrequenztechniker und Hochschullehrer
- Chaloupka, Mike (* 1971), kanadischer Volleyball- und Beachvolleyballspieler
- Chaloupka, Pavel (1959–2025), tschechischer Fußballspieler und -trainer
- Chalousch, Alfred (1883–1957), österreichischer Architekt

### Chalp
- Chalpaida, Mutter von Karl Martell

### Chalt
- Chaltin, Louis Napoléon (1857–1933), belgischer Leutnant in Belgisch Kongo
- Chalturin, Stepan Nikolajewitsch (1857–1882), russischer Attentäter
- Chalturina, Darja Andrejewna (* 1979), russische Historikerin und Soziologin
- Chalturina, Marina (* 1974), kasachische Eiskunstläuferin

### Chalu
- Chałubińska, Aniela (1902–1998), polnische Geologin, Geografin und Hochschullehrerin
- Chałubiński, Tytus (1820–1889), polnischer Arzt, Professor und Bergführer in der Tatra
- Chalumeau, Charles (1823–1886), Schweizer Lehrer und Politiker
- Chalupa, Georg (* 1984), österreichischer Handballspieler
- Chalupa, Leopold (1927–2021), deutscher General, NATO-Oberbefehlshaber Europa-MitteLeopold Chalupa (1927–2021)

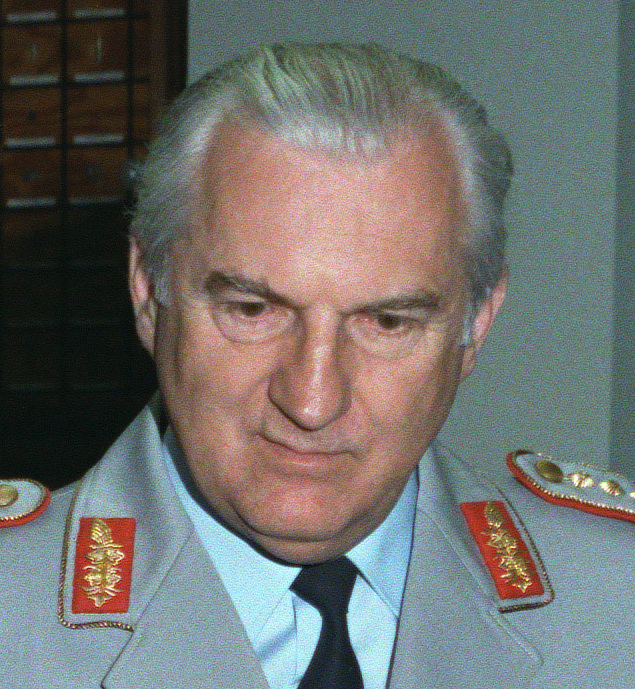
Leopold Chalupa (1927–2021)

- Chalupa, Milan (* 1953), tschechoslowakischer Eishockeynationalspieler
- Chalupa, Václav (* 1967), tschechischer Ruderer
- Chalupa, Vlastimil (* 1919), tschechoslowakischer Minister
- Chalupetzky, Ferenc (1886–1951), ungarischer Schachautor und Schachspieler
- Chalupka, Ján (1791–1871), slowakischer Schriftsteller und Dramatiker
- Chalupka, Michael (* 1960), österreichischer evangelischer Geistlicher und Direktor der Diakonie Österreich
- Chalupka, Samo (1812–1883), slowakischer Dichter und lutherischer Pfarrer
- Chalupny, Lori (* 1984), US-amerikanische Fußballspielerin
- Chalupová, Linda (* 1986), tschechische Ökotrophologin
- Chalupová, Zuzana (1925–2001), jugoslawische Malerin und Illustratorin
- Chalupski, Bradley (* 1984), israelischer Skeletonsportler
- Châlus, Françoise de (1734–1821), Mätresse des französischen Königs Ludwig XV.
- Chalusiak, Alexander (* 1991), deutscher Basketballspieler
- Chalut, Annette (1924–2021), französische Widerstandskämpferin, Zwangsarbeiterin
- Chalutz, Dan (* 1948), israelischer GeneralDan Chalutz (* 1948)

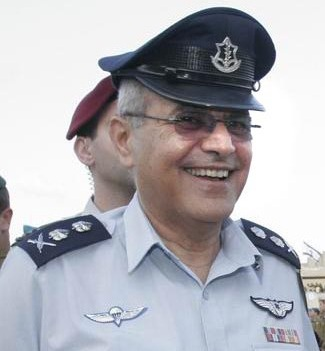
Dan Chalutz (* 1948)

### Chalv
- Chalverat, Céline (* 1990), Schweizer Unihockeyspielerin
- Chalvin, Odile (* 1953), französische Skirennläuferin

### Chalw
- Chalwaschi, Sopo (* 1986), georgische Sängerin

### Chaly
- Chalybäus, Heinrich Franz (1840–1911), deutscher Jurist
- Chalybäus, Heinrich Moritz (1796–1862), deutscher Philosoph (Hegelianismus, Theismus)
- Chalybäus, Theodor (1838–1920), deutscher Arzt, Medizinal- und Sanitätsrat